# Koolkerke
Koolkerke är en ort i Belgien.   Den ligger i provinsen Västflandern och regionen Flandern, i den nordvästra delen av landet, 90 km nordväst om huvudstaden Bryssel. Koolkerke ligger 2 meter över havet och antalet invånare är 3 164.
Terrängen runt Koolkerke är mycket platt. Runt Koolkerke är det tätbefolkat, med 257 invånare per kvadratkilometer.. Närmaste större samhälle är Brygge, 3,7 km söder om Koolkerke. 
Runt Koolkerke är det i huvudsak tätbebyggt.